# Galba (mollusque)
Genre
Synonymes
- Lymnaea[1]
- Nasonia Baker, 1928[2]

Galba est un genre de mollusques gastéropodes de la famille des Lymnaeidae. En Europe, ce genre ne contient qu'une espèce indigène, Galba truncatula (O.F. Muller, 1774), la Limnée tronquée qui vit en eau douce.

## Liste d'espèces
Selon NCBI (24 févr. 2015) :
- Galba cousini
- Galba cubensis
- Galba neotropica
- Galba obrussa
- Galba pervia
- Galba truncatula
- Galba viatrix